# Le Poinçonnet
Le Poinçonnet is een gemeente in het Franse departement Indre (regio Centre-Val de Loire). De gemeente telde 5.848 inwoners op 1 januari 2022. De plaats maakt deel uit van het arrondissement Châteauroux.
Het oudste gebouw van de gemeente is de voormalige kerk van Lourouer-les-Bois.

## Geografie
De oppervlakte van Le Poinçonnet bedroeg op 1 januari 2022 45 vierkante kilometer; de bevolkingsdichtheid was toen 130 inwoners per km².
Het centrum van de gemeente ligt aan de departementale weg D990. Le Poinçonnet bestaat uit verschillende wijken en gehuchten die grotendeels aaneengegroeid zijn aan de stedelijke agglomeratie van Châteauroux. Het zuidelijk deel van de gemeente bestaat uit bossen, het Forêt domaniale de Châteauroux.
De onderstaande kaart toont de ligging van Le Poinçonnet met de belangrijkste infrastructuur en aangrenzende gemeenten.

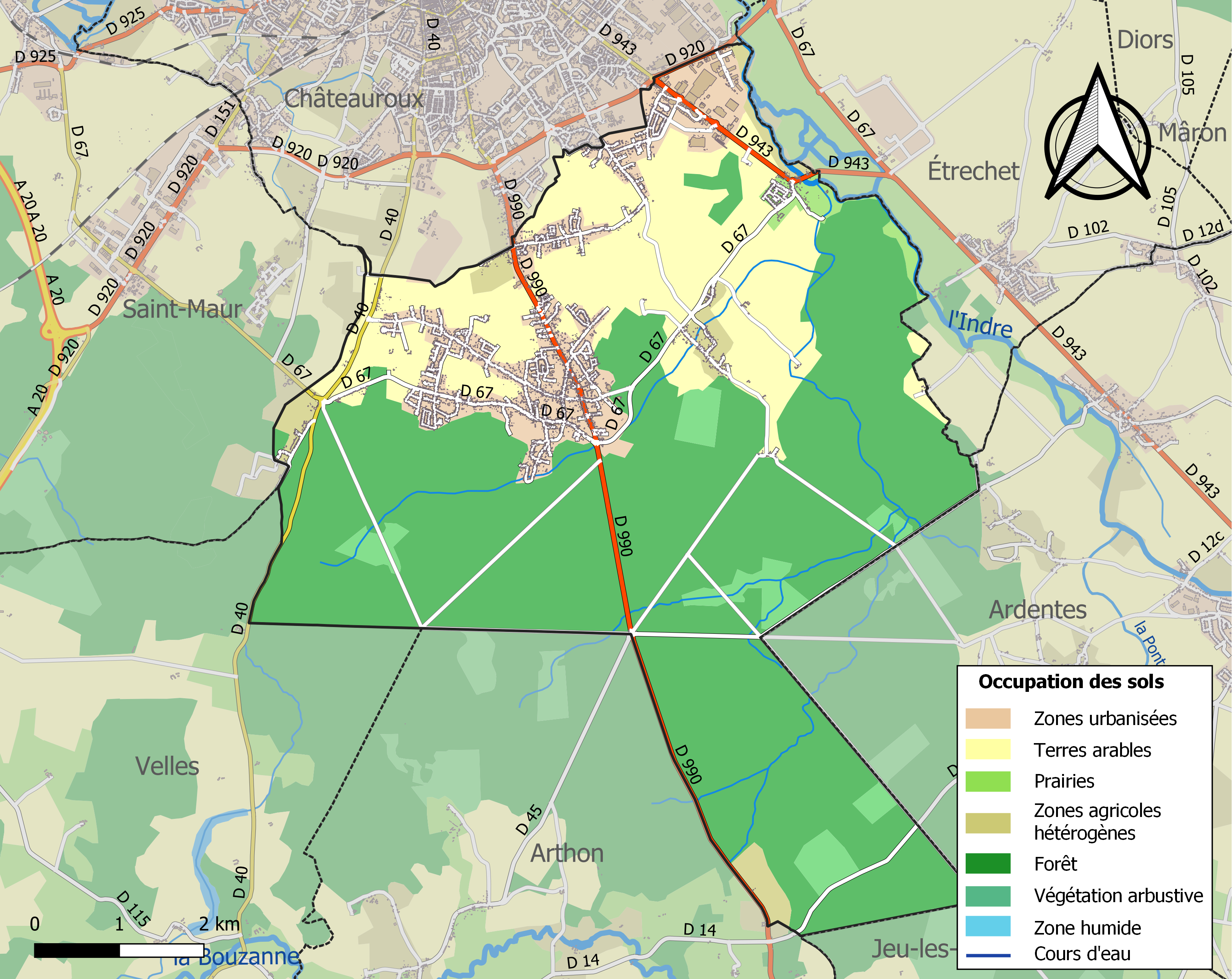

## Demografie
Onderstaande figuur toont het verloop van het inwonertal (bron: INSEE-tellingen).

## Bekende inwoner
- Céleste Mogador (1824-1909), artieste, courtisane en schrijfster